# Alta (Utah)
Alta è una città nella Contea di Salt Lake, Utah, Stati Uniti. La popolazione stima 383 abitanti secondo il censimento del 2010, incrementando rispetto ai 370 dell'anno 2000. Alta è anche un luogo per sciare e accoglie ogni anno 500.000 visitatori.